# Chapa de identificação

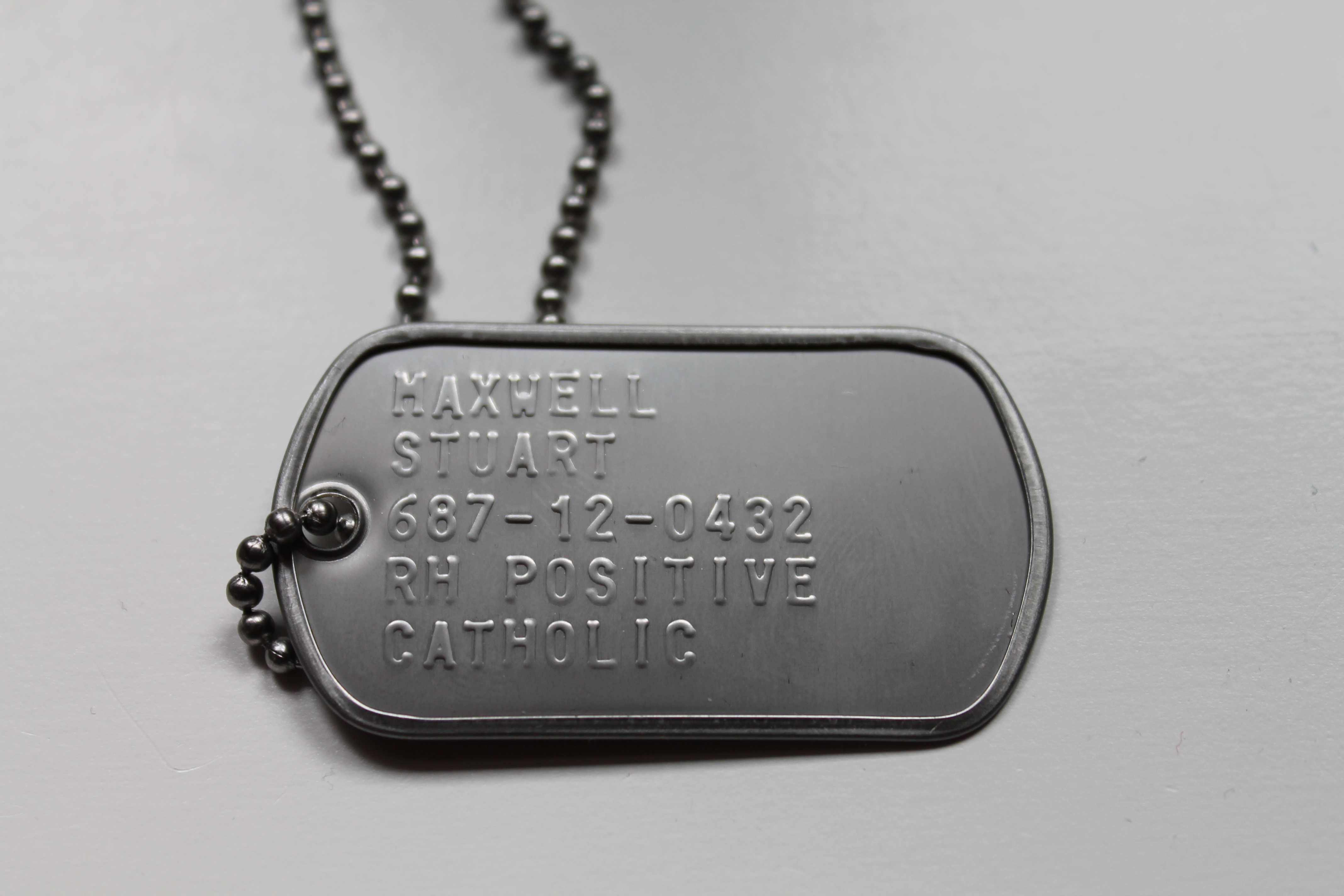
Exemplo de chapa de identificação prateada.

Chapas de identificação de oficiais do exército polonês mortos pela NKVD no Massacre de Katyn, escavadas nas valas comuns em Kharkiv.

Chapa de identificação é uma chapa que contém informações sobre o portator. As chapas de identificação são normalmente usadas por militares, primariamente para a identificação de mortos ou feridos. Um soldado geralmente possui duas chapas de identificação.

## História

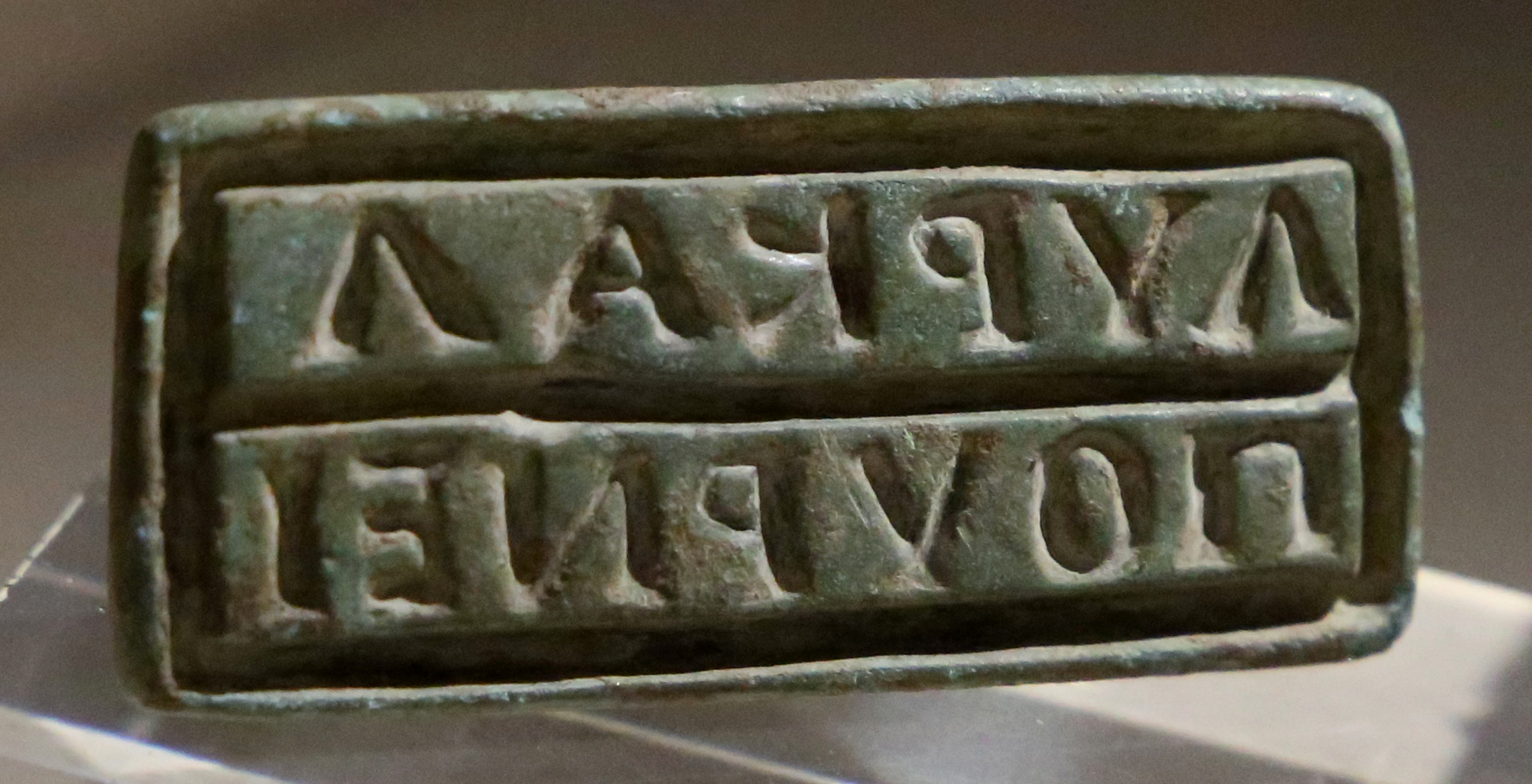
Signaculum de bronze, retangular em vez do circular tradicional.

### No mundo Antigo
A menção mais antiga de objetos de identificação de soldados vem da Grécia Antiga, por parte dos Espartanos, onde eles escreviam seus nomes em gravetos e os enrolavam com corda em seus pulsos de acordo com Polieno em sua obra Estratagemas da Guerra. Os romanos também usavam ao redor do pescoço, como uma chapa de identificação moderna, o Signaculum, um disco de metal identificando o soldado com o nome e o local de nascimento.

### Guerra Civil Americana

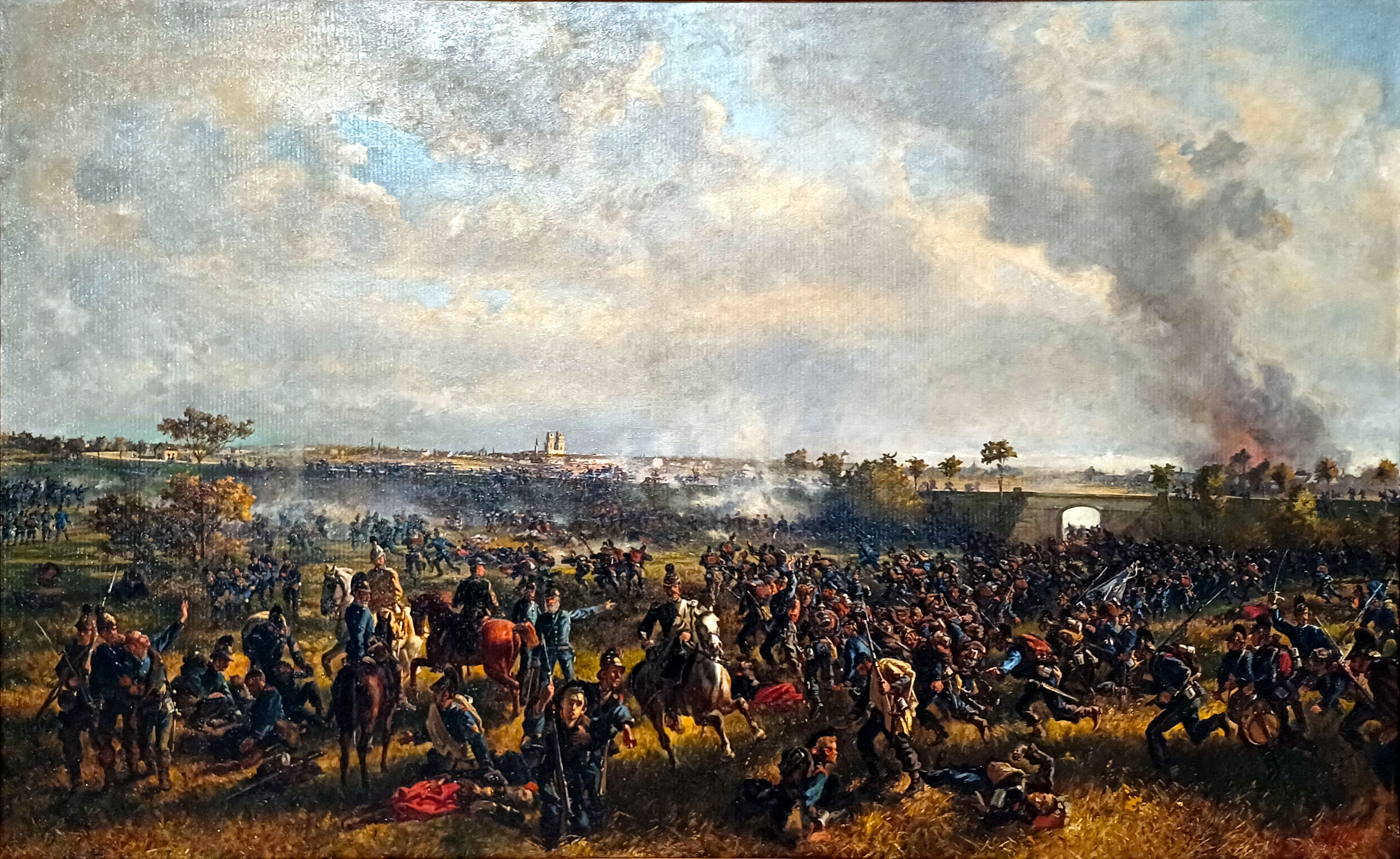
Guerra Franco-Prussiana, na qual muitos soldados não foram identificados após a morte.

Durante a guerra civil americana foi quando vimos os primeiros casos de chapas de identificação modernas. Os soldados estavam preocupados que ao ser mortos, seus corpos seriam colocados em valas, ou enterrados com lápides sem nome. Eles escreviam seus nomes em suas roupas, ou em algum papel e o amarravam em seu corpo. Outros marcavam seus nomes em moedas velhas e as amarravam ao redor de seus pescoços.  Os que podiam gastar, compravam chapas de metal e as prendiam ao corpo de alguma forma através de vendedores não governamentais. Estimativas indicam que 40% de todos os mortos da Guerra Civil Americana foram mortos não identificados.

Devido a isso, os primeiros pedidos oficiais para a criação de chapas de identificação começaram a ser feitas em 1899 por Charles C. Pierce, um membro do exercito trabalhando no necrotério do exercito. Em 1906 então, o Exercito americano oficialmente começou a ordenar o uso geral de chapas de identificação por seus soldados.

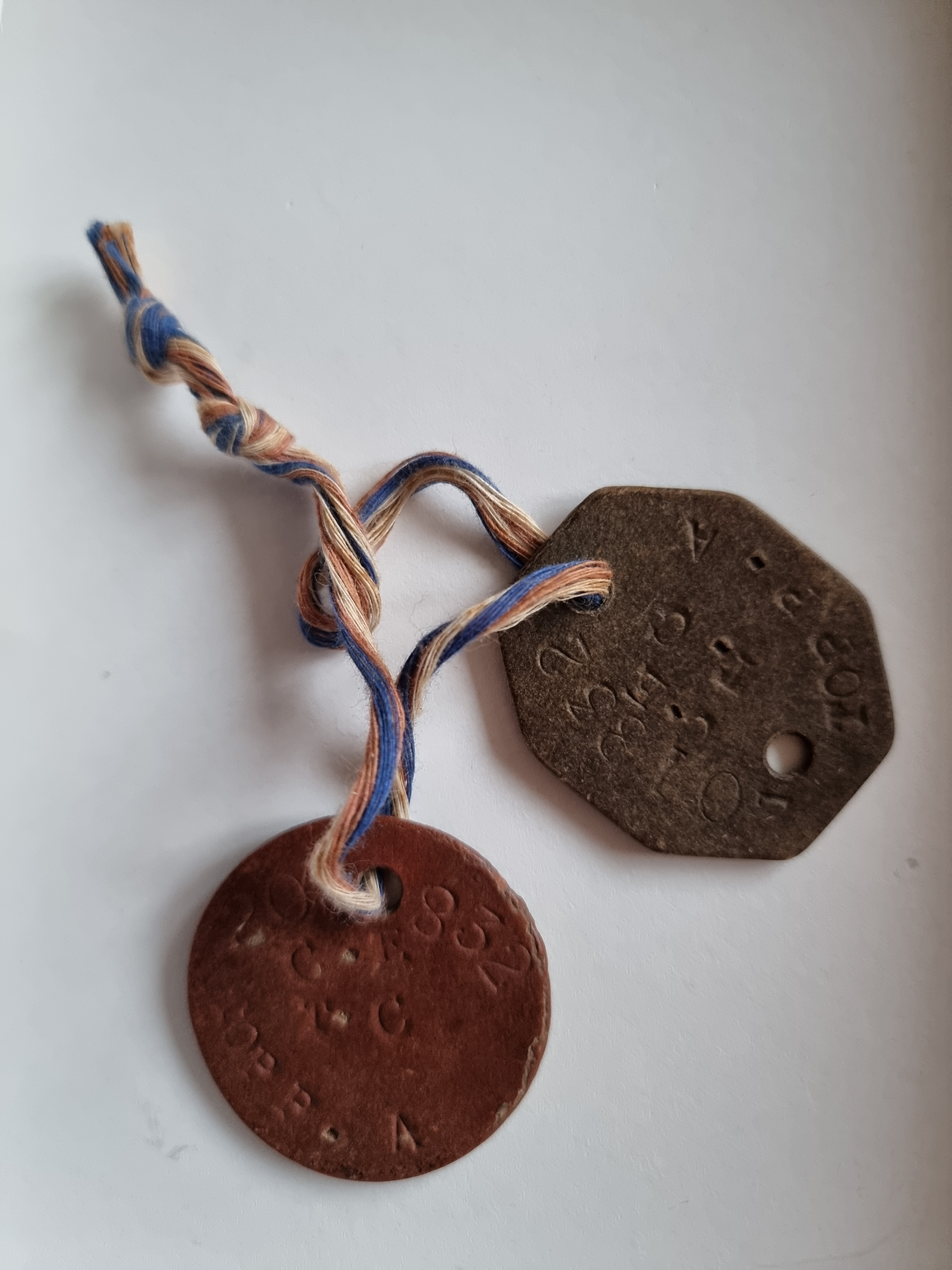
Modelo de chapa de identificação com 2 chapas, desenvolvido pela Grã-Bratanha.

### Guerra Franco-Prussiana
Durante a guerra Franco-prussiana, muitos soldados decidiram de forma voluntária usar chapas de identificação. Em 1870 o exercito Prusso, passou a exigir que soldados usassem chapas de identificação, sendo o primeiro no mundo moderno.

### Primeira Guerra Mundial

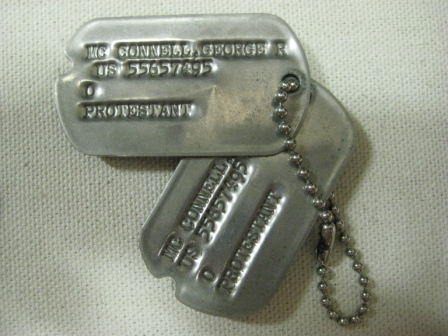
Chapa de identificação norte americana usada na Segunda Guerra Mundial

Durante a Primeira Guerra Mundial, as chapas de identificação sofreram o processo de crescente implementação, regulação e padronização de sua produção pelas potências envolvidas nesse conflito, por facilitar a identificação de soldados falecidos no campo de batalha. Nesta época, uma nova variação de chapa de identificação surgiu, no formato de duas plaquetas contendo informações idênticas de si para o soldado carregar: uma ficaria consigo ao morrer e outra seria levada pelas autoridades para registro de seu falecimento. Essa mudança ocorreu, devido ao recorrente problema sofrido pela Grã-Bretanha em identificar os corpos de seus soldados mortos em combate, por conta da única chapa presente no cadáver ser removida para ser enviada ao exército britânico, o que dificultava a identificação do corpo de soldados falecidos. Assim, essa variação de chapa de identificação se popularizou e foi adotada por diversos países envolvidos nesse conflito.

### Segunda Guerra Mundial

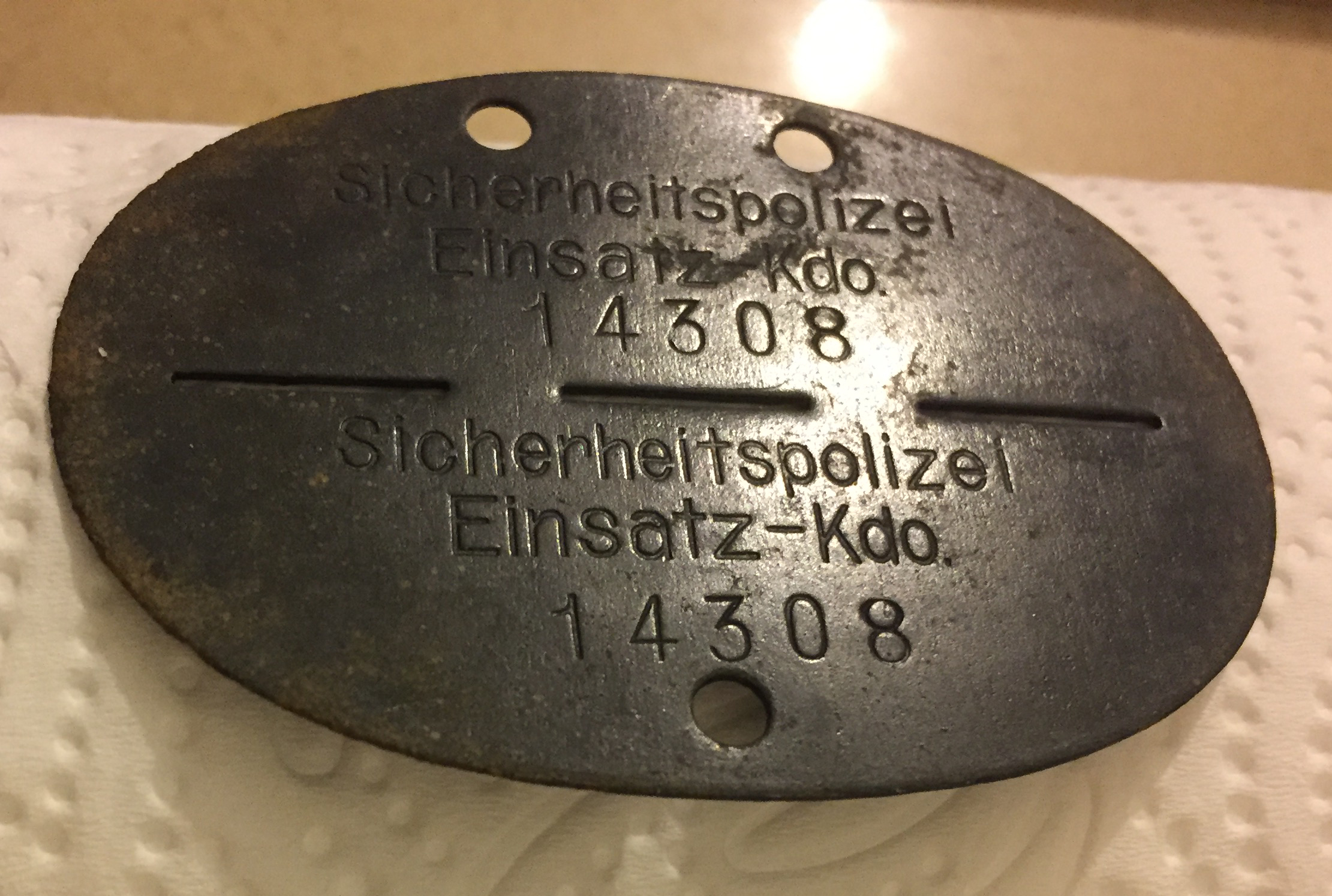
Plaqueta usada pela Alemanha durante a Segunda Guerra Mundial.

Com a eclosão da Segunda Guerra Mundial e as chapas de identificação como apetrechos já estabelecidos no meio militar das nações que participaram dessa guerra, o modelo de plaqueta utilizado pelo exército norte americano se tornou o mais tradicional e reconhecido: duas chapas metálicas retângulares levemente circulares, duas correntes feitas de pequenas esferas circulares também metálicas e informações como nome, tipo sanguíneo, número de serviço, patente e religião, caso almejado pelo combatente.

## Usos Alternativos

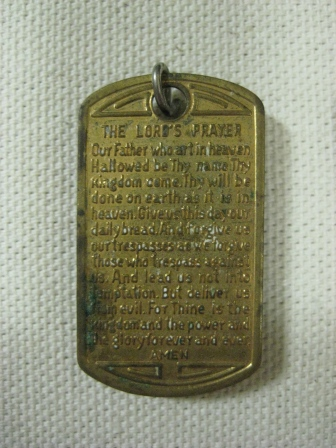
Chapa de identificação com uma personalização religiosa em sua tipografia, com a introdução de uma oração no texto.

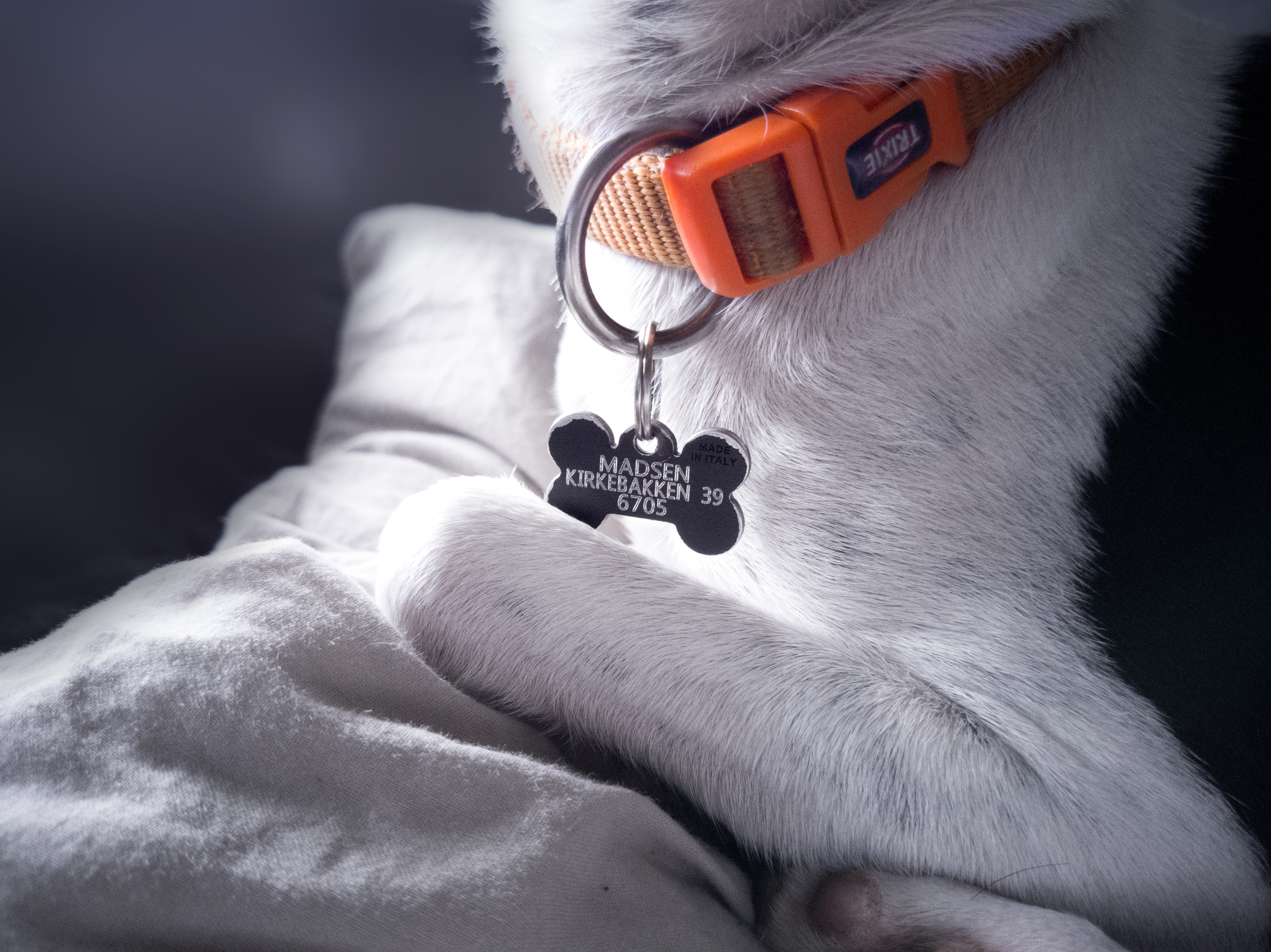
Chapa de identificação para identificação de cachorros.

Apesar da forte relação das chapas de identificação com o meio militar, também são utilizadas no meio civil para propósitos diversos, que vão desde a tradicional identificação até a fins estéticos, religiosos e outros.